# La Libertad (Nicaragua)
La Libertad è un comune del Nicaragua facente parte del dipartimento di Chontales.